# NBSニュースレポート23:00 FNN
『NBSニュースレポート23:00 FNN』は、1977年4月4日から1987年3月31日まで放送されていた『FNNニュースレポート23:00』の長野放送における差し替えタイトルである。
当該の週末版が『NBSニュースレポート23:30 FNN』である。

## 放送時間
- 月曜日 - 金曜日 23:00 - 23:15の15分間

## 差し替えの特徴
関西テレビ放送の『KTVニュース』、東海テレビ放送の『FNN東海テレニュース』、テレビ西日本の『TNCニュース』、北海道文化放送の『uhbニュースレポート23:00』は独自のオープニングとエンディングを放送し、提供バックも独自のものを採用していたが、当該はフジテレビ（『FNNニュースレポート23:00』）出しのタイトルバック映像に差し替えタイトル表示を出すだけという簡素なものであった。
ロゴは「ニュースレポート」の左上に「NBS」。右下に「（デジタル数字の）23:00」。左下に小さく「FNN」でエンディングでは中央に「終」が書かれていた。バックは黒に輝きが散りばめられたものであった。
| 長野放送 平日最終版のNBSニュース | 長野放送 平日最終版のNBSニュース | 長野放送 平日最終版のNBSニュース |
| 前番組                           | 番組名                           | 次番組                           |
| -------------------------------- | -------------------------------- | -------------------------------- |
| FNNニュース最終版 （第1期）      | NBSニュースレポート23:00 FNN     | FNNニュース工場                  |

| スタブアイコン | サブスタブ | この項目は、まだ閲覧者の調べものの参照としては役立たない、テレビ番組に関連した書きかけの項目です。この項目を加筆・訂正などしてくださる協力者を求めています（P:テレビ/PJ:放送または配信の番組）。 |